# Stamntjärnen (Stuguns socken, Jämtland, 701610-148805)
Stamntjärnen är en sjö i Ragunda kommun i Jämtland och ingår i Indalsälvens huvudavrinningsområde. Sjön har en area på 0,0631 kvadratkilometer och ligger 293,5 meter över havet. Sjön avvattnas av vattendraget Hornån.

## Delavrinningsområde
Stamntjärnen ingår i det delavrinningsområde (701830-148656) som SMHI kallar för Inloppet i Hornsjön. Medelhöjden är 353 meter över havet och ytan är 24,61 kvadratkilometer. Det finns inga avrinningsområden uppströms utan avrinningsområdet är högsta punkten. Hornån som avvattnar avrinningsområdet har biflödesordning 3, vilket innebär att vattnet flödar genom totalt 3 vattendrag innan det når havet efter 162 kilometer. Avrinningsområdet består mestadels av skog (79 procent) och sankmarker (14 procent). Avrinningsområdet har 0,12 kvadratkilometer vattenytor vilket ger det en sjöprocent på 0,5 procent.